# Eragrostis subtilis
Eragrostis subtilis är en gräsart som beskrevs av Michael Lazarides. Eragrostis subtilis ingår i släktet kärleksgrässläktet, och familjen gräs.
Artens utbredningsområde är Northern Territory, Australien. Inga underarter finns listade i Catalogue of Life.